# MDNA
MDNA és el dotze àlbum d'estudi de la Reina del Pop Madonna. Va sortir a la venda a tot el món el 23 de maç de 2012. És el primer àlbum de la cantant en Interescope Records, amb la qual va firmar un contracte fa molt poc. També és el primer no produït per la Warner Bros, empresa per la qual va firmar un contracte des del 1982, quan va començar la seva carrera, fins al 2008, després de Hard Candy.
El primer single és Give Me All Your Luvin', el qual va sortir un avanç de la cançó al programa "American Idol" el 2 de febrer, i el 3 de febrer va sortir el video oficial del single.
El segon single és "Girl Gone Wild", el qual va sortir el 2 de març al canal VEVO de la cantant. Poc després va seguir amb l'edició de l'Itunes i el dia 20 de març va sortir el video oficial.

## Desenvolupament
La polèmica sobre nou àlbum de la cantant va sorgir, quan aquesta va publicar al seu Facebook, el desembre de 2010: "És oficial! Necessito moure'm. Necessito suar. Necessito fer nova música! Música amb la qual pugui ballar...". El 4 de juliol de 2011, Guy Oseary, manager de la cantant, va confirmar que la cantant ja havia gravat algunes cançons.
Poc després que comencés Nadal, Billboard va publicar una votació per saber quin era l'àlbum més esperat del 2012, i va guanyar per majoria "MDNA".
El dia 27 de febrer va penjar-se a la web, tal com havia estat anunciat, el segon single oficial amb una confirmació de video oficial de "Girl Gone Wild". Una setmana més tard, va ser col·locada a Itunes.
Els dies 6, 7 i 8 de març, la web del comenterista Perez Hilton, va penjar 3 "previews" de les cançons "I'm Addicted", "Love Spent" i "Gang Bang" (en aquest ordre). Tècnicament, l'última ja s'havia presentat un demo totalment del mini-preview ensenyat per Perez de la cançó, i la lletra es va filtrar.

## Senzills
"Give Me All Your Luvin'" és el primer single de l'àlbum. Dos "previews" del single varen penjar-se a la web el 8 de novembre de 2011. Poques hores després, la cançó es va penjar sencera. I ja s'havia convertit en un dels 10 temes més comentats de la xarxa social Twitter. Guy Oseary va enviar poc després un missatge dient que estava content amb la resposta crítica de la gent, però decebut perquè s'havia pejat. Va demanar que els fans ajudessin a parar les descàrregues dels demos.
El 2 de febrer, Madonna va aparèixer a "American Idol" i es va mostrar un avanç del video de la cançó juntament amb la versió oficial del single.
El 3 de febrer, a les 3 de la tarda, el video va ser penjat oficialment al compte de Youtube oficial de la cantant.
"Girl Gone Wild" és el segon single de l'àlbum. Un "preview" o "megamix" amb altres dues cançons de l'àlbum es va penjar a la web l'endemà de l'estrena del video oficial de "Give Me All Your Luvin'".
El 27 de febrer va penjar-se el video de lletra de la cançó. També es va confirmar que el dia d'estrena seria el primer en el rodatge del video oficial, i més tard, que ja estava sent editat i que se'n ensenyaria un "preview" molt aviat. La cançó va penjar-se a Itunes dies més tard.
Va causar controvèrsia el títol, ja que un dirigent d'una web pornogràfica tenia penjada a Internet la web amb el mateix nom de la cançó i no volia perdre fama. També van assegurar que hi havia 50 cançons en el registre del món de la música amb el mateix títol. Madonna va decidir canviar "Girls" per "Girl".
"Turn Up The Radio" és el tercer single de l'àlbum. La cançó va sortir directament amb el CD. Va sortir oficialment com a single el 5 d'agost de 2012. El vídeo oficial de la cançó va sortir el 16 de juny.

## Gira
La cantant va anunciar, a la SuperBowl, que tornaria a anar de gira. Madonna World Tour 2012 es titularia. També va anunciar dues dates pel nostre país, el 20 i 21 de juny al Palau Sant Jordi de Barcelona. Retitulat com MDNA Tour, la cantant s'embarcà en la gira el 31 de maig, i les dates s'acaben el desembre del 2012.

## Llista de cançons
| Núm.          | Títol                                               | Durada |
| ------------- | --------------------------------------------------- | ------ |
| 1.            | «Girl Gone Wild»                                    | 3:43   |
| 2.            | «Gang Bang»                                         | 5:26   |
| 3.            | «I'm Addicted»                                      | 4:33   |
| 4.            | «Turn Up The Radio»                                 | 3:46   |
| 5.            | «Give Me All Your Luvin'» (Madonna, Martin Solveig) | 3:22   |
| 6.            | «Some Girls»                                        | 3:53   |
| 7.            | «Superstar»                                         | 3:55   |
| 8.            | «I Don't Give A...»                                 | 4:19   |
| 9.            | «I'm A Sinner»                                      | 4:52   |
| 10.           | «Love Spent»                                        | 3:46   |
| 11.           | «Masterpiece» (Madonna, Julie Frost)                | 3:59   |
| 12.           | «Falling Free»                                      | 5:13   |
| Durada total: | Durada total:                                       | 50:52  |